# Celles (Dordoña)
 Celles  (en occitano Cela) es una población y comuna francesa, situada en la región de Aquitania, departamento de Dordoña, en el distrito de Périgueux y cantón de Montagrier.

## Demografía
| 761 | 675 | 582 | 600 | 597 | 552 |
| Para los censos de 1962 a 1999 la población legal corresponde a la población sin duplicidades (Fuente: INSEE [Consultar]) |     |     |     |     |     |